# リズム歌合戦
『リズム歌合戦』（リズムうたがっせん）は、1965年2月3日から同年5月30日までフジテレビ系列局で放送されていたフジテレビ制作の音楽番組である。リズム時計工業の一社提供。

## 概要
当時流行していた視聴者参加型番組の1つで、出場者がステージ上に並べられたさまざまな楽器の中から1つを選び、それを使ってリズムを取りながら歌唱するのを5人の審査員たちが採点していた。番組タイトルの「リズム」は、リズム時計工業の社名と番組が用いていたリズム楽器に由来する。

## 放送時間
いずれも日本標準時。
- 水曜 19:00 - 19:30 （1965年2月3日 - 1965年2月24日）
- 日曜 19:00 - 19:30 （1965年3月7日 - 1965年5月30日）

## 出演者

### 司会
- 桜井センリ（ハナ肇とクレージーキャッツ）
- 石橋エータロー（ハナ肇とクレージーキャッツ）

### レギュラー審査員
- 浜口庫之助
- スマイリー小原
- 松尾和子
- 審査員はこの3人のほか、レコード会社からの代表1人と視聴者からの代表1人の計5人が務めていた。

## 進行
出場者は、ステージの上にあるタンバリン、マラカス、カスタネット、ボンゴ、ウクレレ、ピアノ、ギター、拍子木の計8つのリズム楽器の中から好きな楽器を選び、それを叩いたり弾いたりしながら歌を歌った。
歌い終わったら審査員が審査結果を通達。1人の持ち点は2点で、合わせて10点満点となっていた。出場者に贈られる賞金は、1点につき500円だった。

## 備考
森進一は、本番組に出場・優勝したのがきっかけで歌手デビューした。